# Wes Burns
Wesley James Burns, né le 23 novembre 1994 à Cardiff, est un footballeur gallois qui évolue au poste d'attaquant à l'Ipswich Town.

## Biographie
Le 12 juillet 2016, il est prêté au club écossais d'Aberdeen. Le 14 juillet 2016, il inscrit un but en Ligue Europa, contre le club letton du FK Ventspils, avec à la clé une victoire 3-0.
Le 19 janvier 2017, il rejoint Fleetwood Town.
Le 3 juin 2021, il rejoint Ipswich Town.

## Palmarès
Aberdeen
- Coupe de la Ligue écossaise
  - Finaliste : 2016

 Ipswich Town
- Football League One (D3)
  - Vice-champion : 2022-23
- Championship (D2)
  - Vice-champion : 2024.

### Distinctions personnelles
- Membre de l'équipe type du Championnat d'Angleterre de troisième division en 2021-2022